# More Dream Dancing
More Dream Dancing è un album del trombettista statunitense Ray Anthony, pubblicato dalla Capitol Records nel 1959.

## Tracce
Lato A
1. April in Paris – 2:08 (Vernon Duke, E.Y. Harburg) – Registrato il 27 novembre 1957 al Capitol Tower Studios di Hollywood, California
2. Blue Hawaii – 2:42 (Leo Robin, Ralph Rainger) – Registrato il 20 novembre 1957 al Capitol Tower Studios di Hollywood, California
3. There's a Small Hotel – 2:31 (Richard Rodgers, Lorenz Hart) – Registrato il 20 novembre 1957 al Capitol Tower Studios di Hollywood, California
4. I Cover the Waterfront – 2:31 (Johnny Green, Edward Heyman) – Registrato il 27 novembre 1957 al Capitol Tower Studios di Hollywood, California
5. Meet Me To-night in Dreamland – 2:18 (Leo Friedman, Beth Slater Whitson) – Registrato il 27 novembre 1957 al Capitol Tower Studios di Hollywood, California
6. Venezuela – 2:27 (Alfredo Corenzo) – Registrato il 20 novembre 1957 al Capitol Tower Studios di Hollywood, California

Durata totale: 14:37
Lato B
1. East of the Sun – 3:06 (Brooks Bowman) – Registrato il 27 novembre 1957 al Capitol Tower Studios di Hollywood, California
2. Along the Santa Fe Trail – 2:17 (Wilhelm Will Grosz, Al Dubin, Edwina Coolidge) – Registrato il 20 novembre 1957 al Capitol Tower Studios di Hollywood, California
3. Palm Springs – 2:34 (Eden Ahbez) – Registrato il 27 novembre 1957 al Capitol Tower Studios di Hollywood, California
4. Home – 2:53 (Peter Van Steeden, Harry Clarkson, Geoffrey Clarkson) – Registrato il 20 novembre 1957 al Capitol Tower Studios di Hollywood, California
5. Monika – 2:20 (Les Baxter) – Registrato il 27 novembre 1957 al Capitol Tower Studios di Hollywood, California
6. Dream While You Dance – 2:32 (Donald J. Simpson, Lee James, Ray Anthony) – Registrato il 27 novembre 1957 al Capitol Tower Studios di Hollywood, California

Durata totale: 15:42

## Musicisti
- Ray Anthony - tromba
- Gene Duermeyer - tromba
- Conrad Gozzo - tromba
- Al Porcino - tromba
- Hoyt Bohannon - trombone
- Francis Joe Howard - trombone
- Lew McCreary - trombone
- Jimmy Priddy - trombone
- Med Flory - sassofono alto, clarinetto
- Willie Schwartz - sassofono alto, clarinetto
- Jules Jacob - sassofono tenore
- Jeff Massingill - sassofono tenore
- Teddy Lee - sassofono baritono
- Geoff Clarkson - pianoforte
- Al Viola - chitarra
- Don Simpson - contrabbasso
- Eddie Grady - batteria
- Lou Singer - percussioni
- Sconosciuto - arrangiamenti